# Państwowy Instytut Medyczny Ministerstwa Spraw Wewnętrznych i Administracji

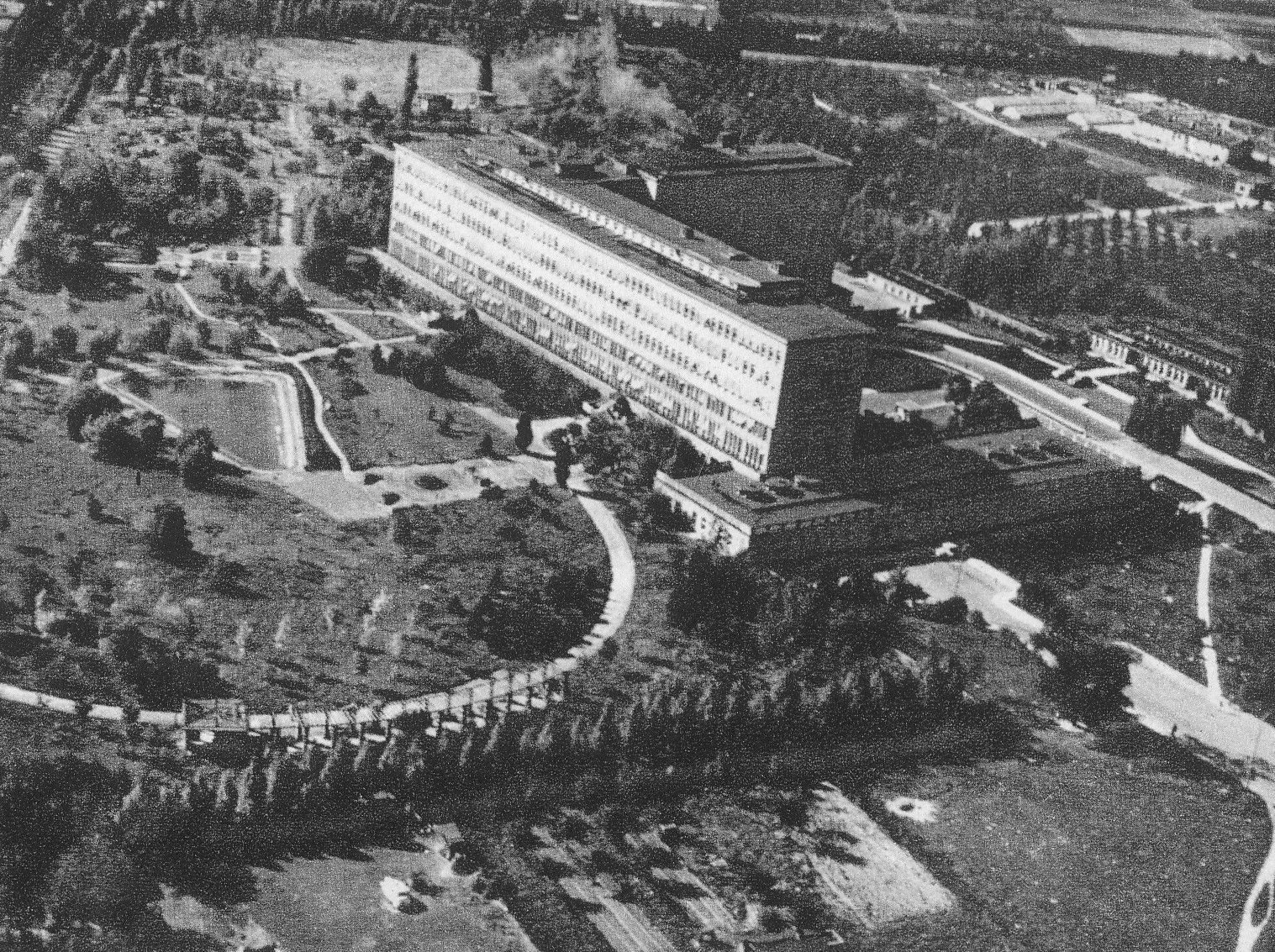
Szpital w latach 60.

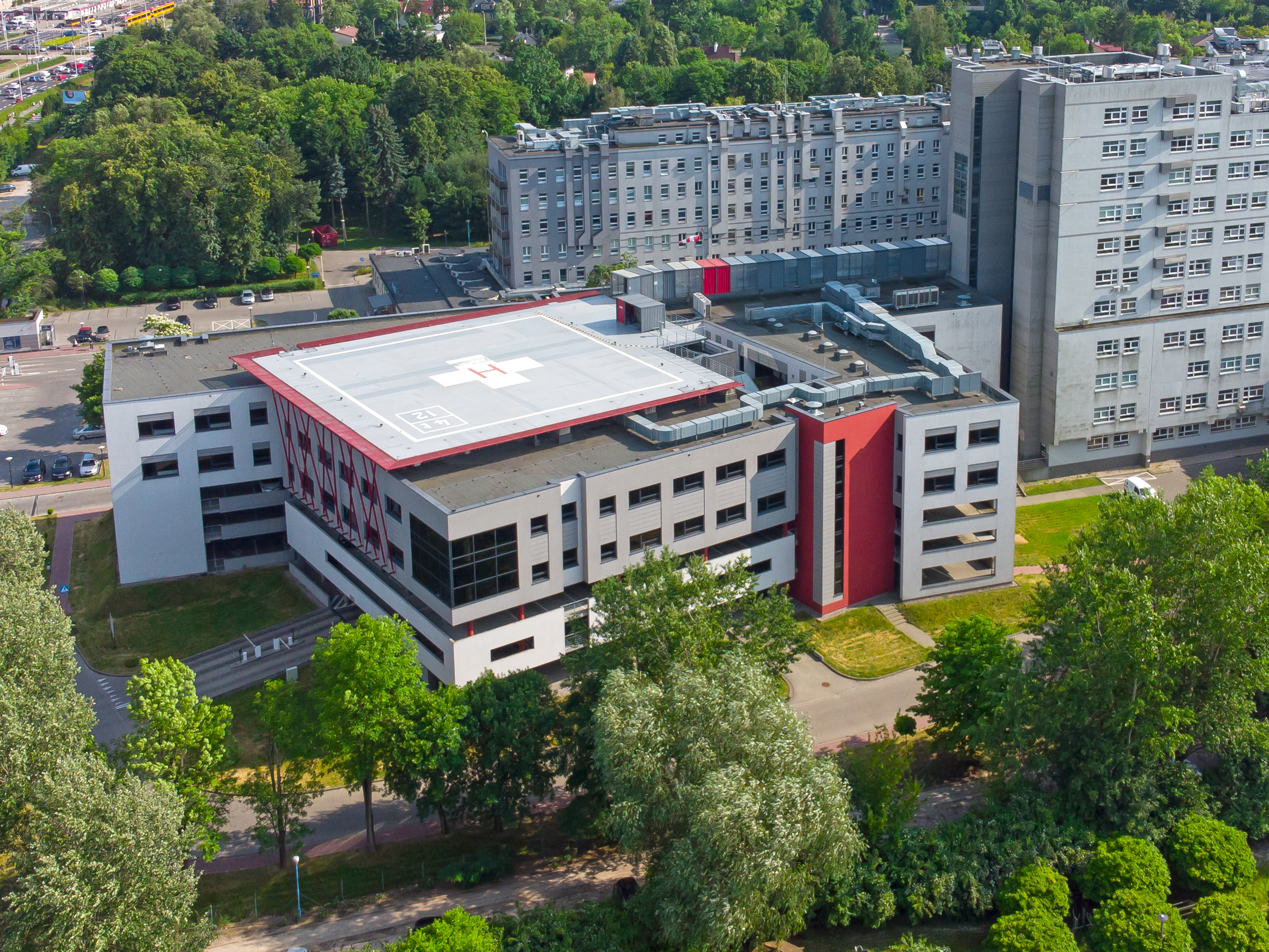
Lądowisko CSK MSWiA-Wołoska

Państwowy Instytut Medyczny Ministerstwa Spraw Wewnętrznych i Administracji (w latach 1951–2022 Centralny Szpital Kliniczny Ministerstwa Spraw Wewnętrznych i Administracji  w Warszawie) – szpital, państwowy instytut badawczy znajdujący się w warszawskiej dzielnicy Mokotów.

## Historia
Zaprojektowanie budynku powierzono Julianowi Sadłowskiemu, a za nadzór organizacyjny był odpowiedzialny Leon Gangel. Wyposażenie szpitala zostało zakupione m.in. w Europie Zachodniej – sprzęt chirurgiczny we Francji, aparatura rentgenowska w Wielkiej Brytanii i RFN. Szpital został otwarty 8 października 1951 roku. Miał wtedy 7 oddziałów (chirurgiczny, chorób wewnętrznych, ginekologiczno-położniczy, noworodkowy, dermatologiczny, laryngologiczny i okulistyczny) oraz 3 pracownie (anatomii patologicznej, rentgenowską i fizykoterapii).
W latach 1977–1979 zostały dobudowane 2 dodatkowe skrzydła, co pozwoliło na rozbudowę istniejących oddziałów oraz stworzenie 2 nowych oddziałów chorób wewnętrznych.
W roku 1998 CSK uzyskał osobowość prawną i stał się częścią Samodzielnego Zespołu Zakładów Opieki Zdrowotnej Stołecznego Zarządu Służby Zdrowia MSWiA.
Ministerstwo Zdrowia wybrało szpital jako jednostkę świadcząca opiekę zdrowotną najwyższym władzom państwowym oraz korpusowi dyplomatycznemu.
Instytut zarządza lądowiskiem CSK MSWiA-Wołoska, znajdującym się na jednym z budynków kompleksu przy ul. Wołoskiej 137.
W trakcie pandemii COVID-19 szpital został przekształcony przez Ministerstwo Zdrowia w jednoimienny szpital zakaźny. W ramach struktur CSK na Stadionie Narodowym w Warszawie utworzony został Szpital Narodowy zajmujący się leczeniem COVID-19.
1 stycznia 2023 roku weszła w życie ustawa z dnia 15 grudnia 2022 r. przekształcająca szpital w Państwowy Instytut Medyczny Ministerstwa Spraw Wewnętrznych i Administracji. Oprócz działalności związanej z udzielaniem świadczeń opieki zdrowotnej instytut stał się podmiotem prowadzącym badania naukowe i prace rozwojowe związane udzielanymi świadczeniami działającymi w obszarze bezpieczeństwa wewnętrznego państwa ze szczególnym uwzględnieniem potrzeb zdrowotnych i specyfiki służby funkcjonariuszy służb mundurowych podległych ministrowi właściwemu do spraw wewnętrznych.

## Struktura organizacyjna

### Oddziały
- Szpital Narodowy
- Oddział Radioterapii i Onkologii
- Klinika Kardiologii i Nadciśnienia Tętniczego
- Klinika Anestezjologii i Intensywnej Terapii
- Klinika Chirurgii Gastroenterologicznej i Transplantologii
- Klinika Chirurgii Ogólnej i Naczyniowej
- Klinika Alergologii, Chorób Płuc i Chorób Wewnętrznych
- Klinika Chorób Wewnętrznych i Gastroenterologii
- Klinika Chorób Wewnętrznych, Endokrynologii i Diabetologii
- Klinika Chorób Wewnętrznych, Nefrologii i Transplantologii
- Klinika Dermatologii
- Klinika Kardiochirurgii
- Klinika Kardiologii Inwazyjnej
- Klinika Neurochirurgii
- Klinika Neurologii
- Klinika Onkologii i Hematologii
- Klinika Ortopedii, Traumatologii i Medycyny Sportowej
- Klinika Otolaryngologii
- Klinika Położnictwa, Chorób Kobiecych i Ginekologii Onkologicznej
- Klinika Urologii i Urologii Onkologicznej
- Klinika Reumatologii, Chorób Tkanki Łącznej i Chorób Rzadkich
- Klinika Chorób Dziecięcych i Noworodkowych
- Oddział Chorób Wewnętrznych i Hepatologii
- Oddział Chirurgii Plastycznej, Rekonstrukcyjnej i Szczękowej
- Oddział Okulistyki
- Oddział Rehabilitacji Neurologicznej
- Oddział Terapii Izotopowej
- Szpitalny Oddział Ratunkowy z Zespołami Wyjazdowymi

### Poradnie
- Oddział Alzheimerowski z Poradnią Parkinsonowską i SM
- Poradnia Alergologiczna i Pulmonologiczna
- Poradnia Audiologiczna
- Poradnia Centrum Diabetologiczne
- Poradnia Centrum Osteoporozy
- Poradnia Chirurgiczna
- Poradnia Chirurgii Plastycznej
- Poradnia Chirurgii Naczyniowej
- Poradnia Chorób Jelita
- Poradnia Chorób Trzustki
- Poradnia Dermatologiczna
- Poradnia Elektrofizjologii Klinicznej
- Poradnia Endokrynologiczna
- Poradnia Gastrologiczna
- Poradnia Ginekologiczna
- Poradnia Hematologii i Onkologii
- Poradnia Hepatologiczna
- Poradnia Kardiologii Inwazyjnej
- Poradnia Kardiologiczna (Niewydolność Serca)
- Poradnia Kardiologiczna
- Poradnia Kontroli Urządzeń Wszczepialnych
- Poradnia Laryngologiczna
- Poradnia Leczenia Obrzęków Limfatycznych
- Poradnia Medycyny Nuklearnej i Poradnia Schorzeń Tarczycy
- Poradnia Nefrologiczna
- Poradnia Neurologiczna
- Poradnia Okulistyczna
- Poradnia Ortopedyczna i Chirurgii Ręki
- Poradnia Reumatologiczna
- Poradnia Transplantacyjna
- Poradnia Urologiczna
- Poradnia Zaburzeń Rytmu Serca
- Poradnia Zdrowia Psychicznego
- Przykliniczna Poradnia Kardiologiczna i Leczenia Nadciśnienia Tętniczego
- Przykliniczna Poradnia Neurochirurgiczna

### Przychodnie
- Przychodnia Medycyny Rodzinnej ul. Wołoska 137 w Warszawie
- Poradnia Specjalistyczna "Frascati"
- Przychodnia Zdrowia Psychicznego ul. Wołoska 137 w Warszawie
- Przychodnia dla Dzieci i Młodzieży ul. Wołoska 137 w Warszawie
- Poliklinika przy ul. Sandomierskiej 5/7 w Warszawie
- Centrum Szczepień ul. Wołoska 137
- Poliklinika w Siedlcach ul. Starowiejska 66
- Poliklinika w Radomiu ul. Orląt Lwowskich 5
- Poliklinika w Ciechanowie ul. Mickiewicza 8[8]